# Camille Fily
Camille Fily, né 13 mai 1887 à Preuilly-sur-Claise et mort le 11 mai 1918 en Belgique au Mont Kemmel, aujourd'hui Heuvelland, est un coureur cycliste français des années 1900. Il est à ce jour le plus jeune coureur à avoir participé au Tour de France, à l'âge de 17 ans.

## Biographie
Camille Fily naît à Preuilly-sur-Claise, une petite ville située au sud de Tours. Il commence le cyclisme à Société Vélocipédique Lochoise, où il est formé. 
En 1904, il se présente au départ de son premier Tour de France, dont c'est la deuxième édition. À seulement 17 ans et 50 jours, il reste encore à ce jour le plus jeune participant de toute l'histoire. Auteur d'une remarquable prestation, il se classe neuvième du classement général, non sans faire figuration. Cependant, il est disqualifié en raison de violations au règlement, tout comme une grande partie des coureurs au cours de ce Tour polémique, marqué par de nombreuses tricheries,. Il revient sur la course en 1905, et termine cette fois-ci quatorzième. Il s'agit sa dernière apparition sur une épreuve cycliste.
En 1915, il est enrôlé dans le 8e régiment d'infanterie, dans le cadre de la Première Guerre mondiale. Alors qu'il transporte un message en vélo à Kemmel, il est tué d'une balle dans la tête le 11 mai 1918, deux jours avant son anniversaire. Son frère aîné Georges Fily, né en 1882, est quant à lui mort sur le front à Verdun en mai 1916. Son neveu Georges Henri Fily, né en 1907, est président de la Société vélocipédique lochoise de 1946 à 1977, et c'est en son honneur que son nom est donné à la course cycliste « Grand Prix de Loches-Souvenir Georges Fily ».

## Palmarès
- 1905
  - 10e de Bordeaux-Paris

## Résultats sur les grands tours

### Tour de France
2 participations
- 1904 : disqualifié (initialement 9e)
- 1905 : 14e